# Babice (district de Hradec Králové)
Pour les articles homonymes, voir Babice.
Babice (en allemand : Babitz) est une commune du district de Hradec Králové, dans la région de Hradec Králové, en République tchèque. Sa population s'élevait à 184 habitants en 2022.

## Géographie
Babice se trouve à 10 km au nord-est de Chlumec nad Cidlinou, à 18 km à l'ouest de Hradec Králové et à 83 km à l'est-nord-est de Prague.

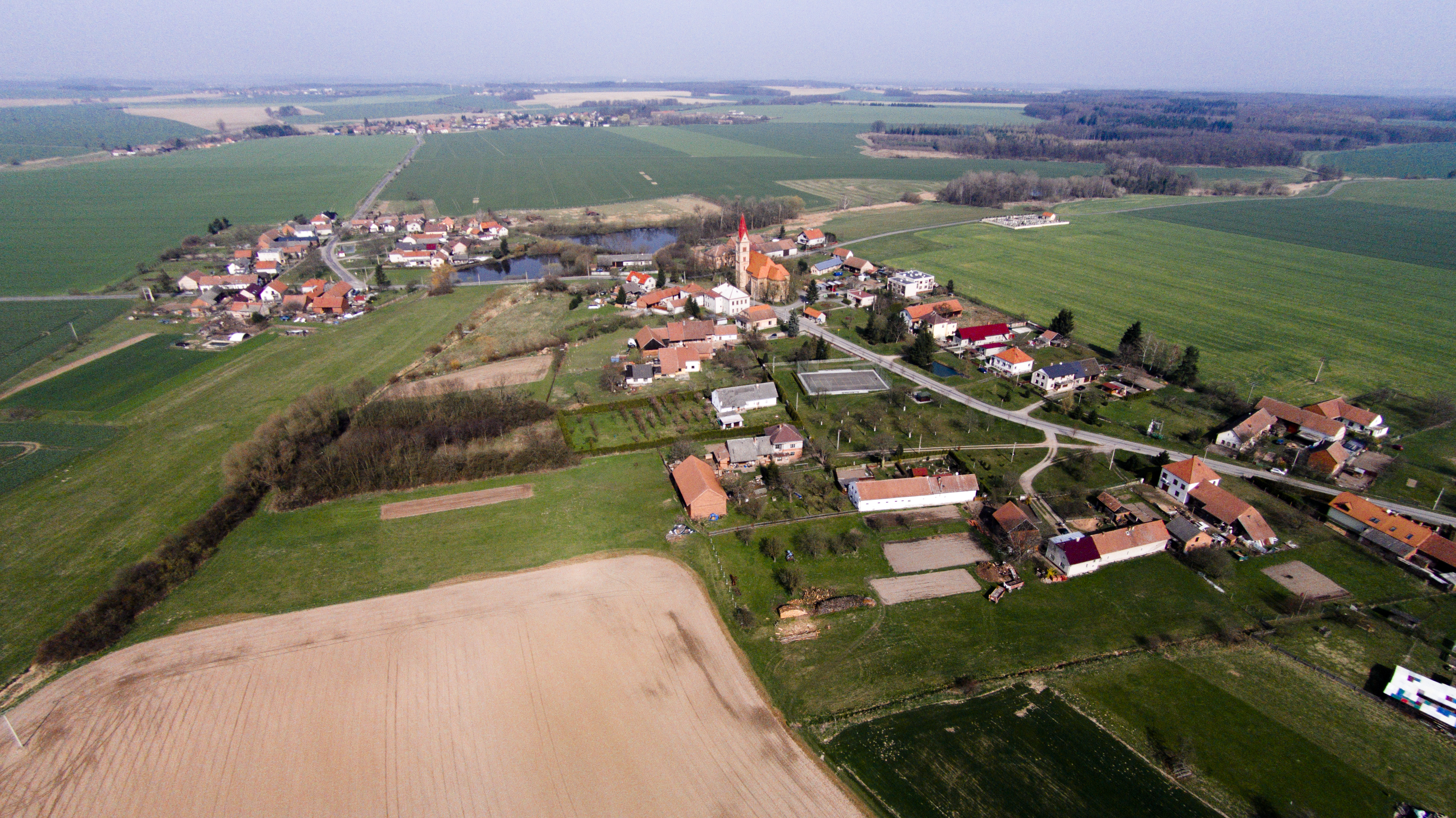
Vue aérienne oblique de Babice.

La commune est limitée par Boharyně au nord, à l'est et au sud, et par Kosičky et Barchov à l'ouest.

## Histoire
La première mention écrite de la localité date du XIVe siècle.

## Transports
Par la route, Babice trouve à 10 km de Nový Bydžov, à 13 km de Chlumec nad Cidlinou, à 22 km de Hradec Králové et à 102 km de Prague. 